# 宾岑
宾岑是德国巴登-符腾堡州的一个市镇。总面积5.81平方公里，总人口2902人，其中男性1427人，女性1475人（2011年12月31日），人口密度499人/平方公里。